# Nemoura
Nemoura är ett släkte av bäcksländor. Nemoura ingår i familjen kryssbäcksländor.

## Bildgalleri

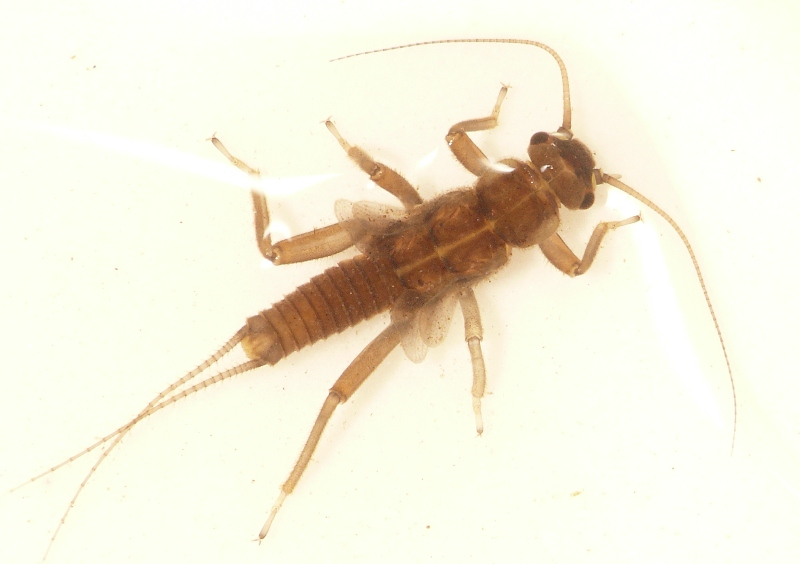
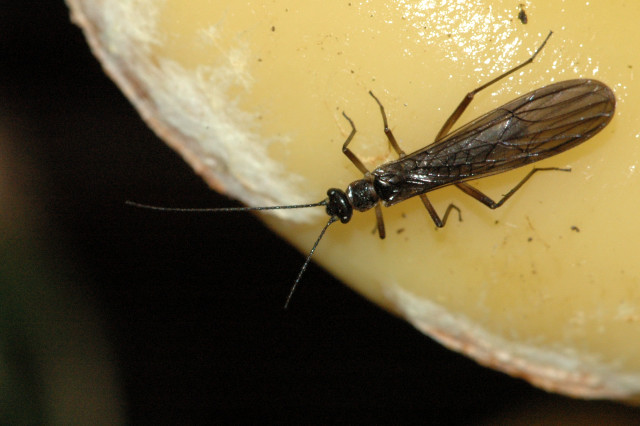
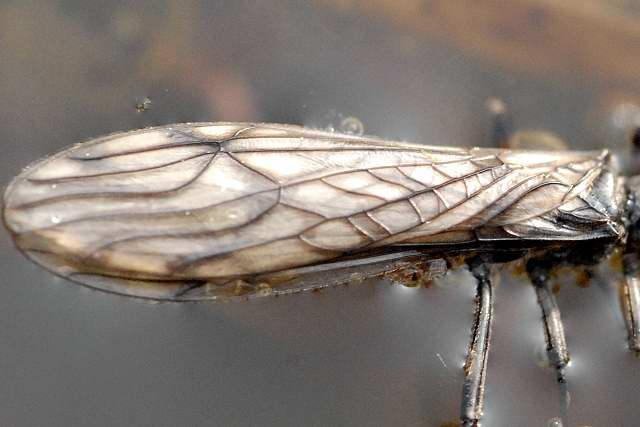

## Dottertaxa tillNemoura, i alfabetisk ordning[1][2]
- Nemoura abscissa
- Nemoura aetolica
- Nemoura akagii
- Nemoura alaica
- Nemoura almaatensis
- Nemoura anas
- Nemoura anguiculus
- Nemoura apollo
- Nemoura arctica
- Nemoura arlingtoni
- Nemoura asceta
- Nemoura atristrigata
- Nemoura auberti
- Nemoura avicularis
- Nemoura babai
- Nemoura babiagorensis
- Nemoura basispina
- Nemoura bidentata
- Nemoura bituberculata
- Nemoura bokhari
- Nemoura braaschi
- Nemoura brachiptilus
- Nemoura brevicauda
- Nemoura brevilobata
- Nemoura brevipennis
- Nemoura bulgarica
- Nemoura caligula
- Nemoura cambrica
- Nemoura carpathica
- Nemoura caspica
- Nemoura ceciliae
- Nemoura cercispinosa
- Nemoura chattriki
- Nemoura chinonis
- Nemoura chugi
- Nemoura cinerea
- Nemoura cocaviuscula
- Nemoura cochleocercia
- Nemoura concava
- Nemoura confusa
- Nemoura dentata
- Nemoura dentigera
- Nemoura despinosa
- Nemoura dromokeryx
- Nemoura dubitans
- Nemoura dulkeiti
- Nemoura elegantula
- Nemoura erratica
- Nemoura espera
- Nemoura flaviscapa
- Nemoura flexuosa
- Nemoura floralis
- Nemoura formosana
- Nemoura fulva
- Nemoura fulviceps
- Nemoura furcocauda
- Nemoura fusca
- Nemoura geei
- Nemoura gemma
- Nemoura genei
- Nemoura gladiata
- Nemoura grandicauda
- Nemoura guangdongensis
- Nemoura hamata
- Nemoura hamulata
- Nemoura hangchowensis
- Nemoura hesperiae
- Nemoura illiesi
- Nemoura indica
- Nemoura irani
- Nemoura janeti
- Nemoura jezoensis
- Nemoura jilinensis
- Nemoura junhuae
- Nemoura khasii
- Nemoura klapperichi
- Nemoura kopetdaghi
- Nemoura kownackorum
- Nemoura kuhleni
- Nemoura kuwayamai
- Nemoura lacustris
- Nemoura lahkipuri
- Nemoura lepnevae
- Nemoura linguata
- Nemoura longicauda
- Nemoura longicercia
- Nemoura longilobata
- Nemoura lucana
- Nemoura lui
- Nemoura luteicornis
- Nemoura magnicauda
- Nemoura magnispina
- Nemoura manchuriana
- Nemoura marginata
- Nemoura martynovia
- Nemoura matangshanensis
- Nemoura mawlangi
- Nemoura meniscata
- Nemoura mesospina
- Nemoura miaofengshanensis
- Nemoura minima
- Nemoura monae
- Nemoura monticola
- Nemoura mortoni
- Nemoura moselyi
- Nemoura mucronata
- Nemoura nankinensis
- Nemoura naraiensis
- Nemoura needhamia
- Nemoura nepalensis
- Nemoura nervosa
- Nemoura nigritarsis
- Nemoura nigrodentata
- Nemoura normani
- Nemoura obtusa
- Nemoura oculata
- Nemoura oropensis
- Nemoura ovocercia
- Nemoura ovoidalis
- Nemoura palliventris
- Nemoura papilla
- Nemoura parafulva
- Nemoura perforata
- Nemoura peristeri
- Nemoura persica
- Nemoura pesarinii
- Nemoura petegariensis
- Nemoura phasianusa
- Nemoura pirinensis
- Nemoura pseudoerratica
- Nemoura pygmaea
- Nemoura quadrituberata
- Nemoura rahlae
- Nemoura redimiculum
- Nemoura rickeri
- Nemoura rifensis
- Nemoura rivorum
- Nemoura rotundprojecta
- Nemoura rufescens
- Nemoura sabina
- Nemoura sachaliensis
- Nemoura saetifera
- Nemoura sahlbergi
- Nemoura sciurus
- Nemoura securigera
- Nemoura serrarimi
- Nemoura sichuanensis
- Nemoura sinuata
- Nemoura speustica
- Nemoura spiniloba
- Nemoura spinosa
- Nemoura stellata
- Nemoura stratum
- Nemoura subtilis
- Nemoura tamangi
- Nemoura tau
- Nemoura taurica
- Nemoura transsylvanica
- Nemoura transversospinosa
- Nemoura triangulifera
- Nemoura trispinosa
- Nemoura trivittata
- Nemoura uenoi
- Nemoura uncinata
- Nemoura undulata
- Nemoura unicornis
- Nemoura ussuriensis
- Nemoura wangi
- Nemoura viki
- Nemoura vinconi
- Nemoura wittmeri
- Nemoura xistralensis
- Nemoura yunnanensis
- Nemoura zaohensis
- Nemoura zwicki